# Böckinger Seefest

Logo Böckinger Seefest

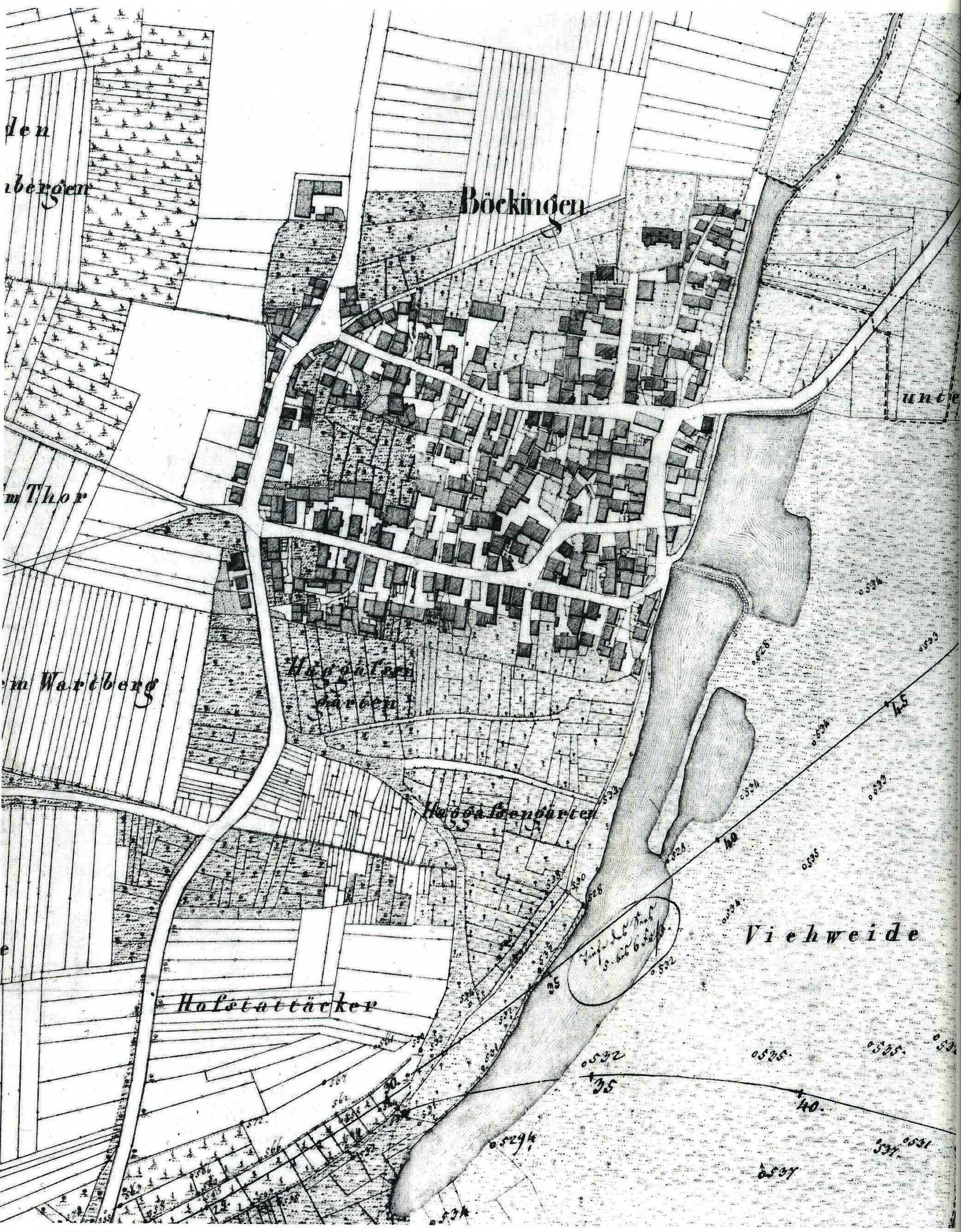
Böckingen 1830: Gelände Viehweide

Das Böckinger Seefest ist ein Musikfestival mit 20-jähriger Geschichte im Heilbronner Stadtteil Böckingen. Seinen Namen erhielt das Fest durch den Böckinger See, der sich noch bis zur Mitte des 20. Jahrhunderts auf dem Gelände der Viehweide befand. Veranstalter des Seefests sind die Betreiber der „Gartenlaube Heilbronn“, die ebenfalls auf dem Gelände angesiedelt ist.
Das Seefest gilt als fester Bestandteil des Heilbronner Kulturprogramms und ist weit über die Stadtgrenzen hinaus bekannt.
An jeweils fünf Tagen wird Live-Musik von bekannten Bands (z. B. Fettes Brot, Uniseven, Crazy Zoo, Tess D. Smith, Funky Pepperonies, Soul Connection u. v. a.) im Freien und bei freiem Eintritt geboten. Oft wird das Programm mit Comedy- oder Kabarett-Einlagen ergänzt. So war die Kabarett-Gruppe Oropax schon auf dem Seefest zu sehen. Am ersten Abend findet jeweils ein Eröffnungsfeuerwerk statt. Verschiedene gastronomische Angebote sorgen für das leibliche Wohl der zumeist mehreren tausend Besucher.